# Arabella (film fra 1924)
Arabella er en tysk stumfilm fra 1924 af Karl Grune.

## Medvirkende
- Mae Marsh som Arabella
- Alfons Fryland
- Fritz Rasp
- Jakob Tiedtke
- Fritz Kampers
- Jaro Fürth
- Hermann Picha